# Dysderocrates egregius
Dysderocrates egregius là một loài nhện trong họ Dysderidae.
Loài này thuộc chi Dysderocrates. Dysderocrates egregius được Wladislaus Kulczynski miêu tả năm 1897.